# Svenska mästerskapet i fotboll 1897

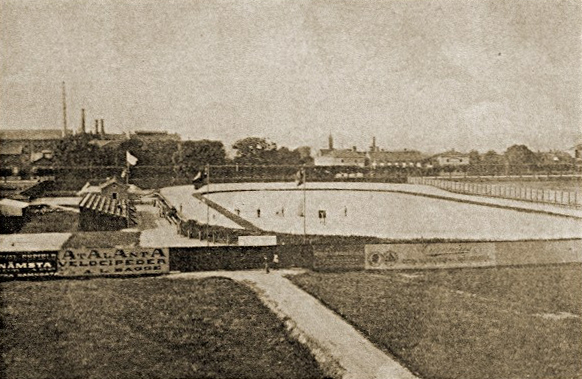

Svenska mästerskapet i fotboll 1897 vanns av Örgryte IS efter finalseger mot Örgryte IS II (det vill säga deras andralag) med 1-0 i finalmatchen på Göteborgs Velocipedklubbs idrottsplats den 5 september 1897. Detta innebar att Örgryte IS tog sitt andra SM-guld.

## Final
|  | 5 september 1897 | Örgryte IS | 1 – 0 | Örgryte IS (lag 2) | Göteborgs Velocipedsklubbs Idrottsplats    |  |
|  |                  |            |       |                    | Göteborg Domare: Wilhelm Friberg, Göteborg |  |
|  |                  |            |       |                    |                                            |  |
|  |                  |            |       |                    |                                            |  |